# Maelstrom (zespół muzyczny)
Maelstrom (pol. Wir) – kanadyjski zespół rockowy spod znaku rocka progresywnego, powstały w 1971 roku w Quebecu – i działający do 1978 roku.

## Historia

### Okres pierwszy: Way-Out (1971–1974)
Formacja przez pierwszych kilka lat działalności, używała nazwy «Way-Out», zaś jej pierwszy skład tworzyli trzej studenci Conservatoire de musique de Québec: Denis Poliquin (śpiew prowadzący, gitara elektryczna, gitara akustyczna, saksofon), Jacques Montminy (instrumenty klawiszowe, śpiew) i Gérard Masse (perkusja, śpiew). Którzy zaprosili do współpracy Michela Dulaca (gitara basowa, śpiew). Menedżerem zespołu był w tym okresie André Denis. Na początkowy repertuar grupy, składały się covery z rep. Santany, Percy'ego Mayfielda, Paula Butterfielda, Crow, Larry'ego Williamsa, a także pierwsze własne kompozycje. Po zakończeniu trasy koncertowej, która miała miejsce, głównie w rejonie prowincji Quebec, a także w Gaspésie i Estrie – w 1972 roku muzycy opracowali swój pierwszy program muzyczny, składający się wyłącznie z autorskich kompozycji do anglojęzycznych tekstów, napisanych przez Serge'a Bellerose'a, zagorzałego fana grupy, który pomagał jej w początkach muzycznej kariery. Muzyka wykonywana wówczas przez Way-Out posiadała eksperymentalny charakter i rytmiczną złożoność. W tym czasie Dulac zostaje zastąpiony przez Rolanda Robitaille'a, a ten z kolei (w 1974 roku) przez Jeana Hudona, który staje się jednocześnie autorem tekstów francuskojęzycznych piosenek zespołu w momencie, gdy ten zrezygnował ze śpiewania po angielsku. Już w pierwszym okresie działalności, pojawiały się pierwsze wzmianki o zespole w quebeckiej prasie (m.in. w Le Soleil z 19 marca 1973 roku). Jesienią 1973 roku pojechał on w trasę koncertową po Quebecu, która objęła 23 miasta (w tej prowincji głównie występował, a wówczas także w Ontario).

### Okres drugi: Maelstrom (1974–1978)
W 1974 roku, wraz z dołączeniem perkusisty Roberta Lépine'a (ksylofon, wibrafon, marimba i inne instrumenty perkusyjne); formacja przyjęła nową nazwę «Maelstrom» – i zabrała się za tworzenie nowego, progresywnego repertuaru z tekstami w całości śpiewanymi w języku francuskim. Skomponowano około czterdziestu minut muzyki, a materiał ten był ogrywany podczas koncertów. W 1975 roku rozwój kariery zespołu przybrał na tempie, ponieważ nowopowstała agencja Pro-Actuel, zaczęła zajmować się organizowaniem koncertów i jego sprawami organizacyjnymi. W tym momencie Maelstrom miał już wypracowaną pozycję w czołówce gigantów quebeckiego nurtu rocka progresywnego, obok takich zespołów, jak: Sloche, Maneige, Morse Code czy Pollen.
Wiosną 1976 roku w okresie apogeum pierwszej fali rocka progresywnego w Quebecu. Dzięki staraniom menedżerów z Pro Actuel, formacji (w składzie: Denis Poliquin, Jacques Montminy, Robert Lepine, Jean Hudon, Gérard Masse) udało się nagrać album w studiu nagraniowym Le Studio André Perry'ego w Morin Herights (w 1983 roku amerykański magazyn Pro Sound News uznał je za najlepsze studio nagraniowe na świecie, ex aequo ze studiem Air Montserrat Greorge'a Martina – wcześniej jak i później, począwszy od Cata Stevensa nagrywali tam m.in.: Roberta Flack, Chicago, Rush, David Bowie, Bee Gees, Sting swój album pt. The Dream of the Blue Turtles, Bryan Adams, Corey Hart, Ian Hunter, Keith Richards, Nazareth, The Police czy Asia) pod okiem inżyniera dźwięku, którym był Ed Stasium (przyszły gigant światowego przemysłu muzycznego, który nagrywał, czy też produkował m.in. płyty Ramones, Talking Heads, The Pretenders czy Micka Jaggera).
Nagrania te pokazują kwintet w szczytowej formie (autorami wszystkich kompozycji, odpowiedzialnymi za ich ostateczny kształt muzyczny – byli wszyscy członkowie zespołu) oraz to że identyfikuje się on z brytyjskim nurtem rocka progresywnego, ujawniając swe muzyczne powinowactwo z Gentle Giant, King Crimson, Yes i Genesis, zaś niektórzy słuchacze twierdzą, że w pewnym stopniu także z muzyką Franka Zappy, choć w rzeczywistości Maelstrom kroczył swą odrębną ścieżką, mającą podparcie w quebeckiej odmianie rocka progresywnego.
Sześć utworów z tekstami śpiewanymi w języku francuskim – ukazuje wysoki poziom wykonawczy formacji, zaś każda z kompozycji zawiera fragmenty muzyczne, które dają możliwość pokazania jej instrumentalnej wirtuozerii. Z tymże repertuarem Maelstrom otwierał występy międzynarodowych gwiazd spod znaku rocka progresywnego, a były to zespoły: Premiata Forneria Marconi, Van der Graaf Generator i The Strawbs. Zespół występował również jako support razem z gwiazdami z Quebecu, takimi jak Nanette Workman w La Ronde w Montrealu, i grupa Aut'Chose.

Trasa Van der Graafa rozpoczyna się dziś wieczorem w Sherbrooke. Wielu fanów przyjechało z Montrealu i okolic. Oczywiście Salle Maurice O'Bready oferuje lepszą akustykę, niż Centre Paul-Sauvé... Było też otwarcie: Maelstrom, progresywny zespół z Trois-Riviďż˝res. Wyglądają trochę jak (Gentle) Giant, szczególnie w sposobie, w jaki skaczą po scenie, ale muzyka jest pełna ukrytych skarbów, które nadają grupie odrębną osobowość. Oprócz perkusisty (który dołączył do zespołu miesiąc temu), Maelstrom jest bardzo doskonałym zespołem, a każdy członek wydaje się dzielić tę samą inspiracje. Czasami średniowieczne, czasami kosmiczne, tematy poruszane z prostotą przez muzyków Maelstrom dotyczą śmiechu (Solitude), szczęścia (Porte-bonheur) i królewskości (Chanson d'un troubadour). Chciałbym również wspomnieć, że wibrafonista/perkusista Robert Lépine dosłownie powalił mnie swoim występem. Gnomiczna, szalona mówiąca pantomima dodatkowo wzbogaciła spektakl, nawiedzając Maelstrom i kontynuując ogłaszanie tytułów piosenek na swój własny teatralny sposób.

Wówczas – w połowie lat 70., Jacques Landry z magazynu Pop Rock (montrealski magazyn muzyczny, wydawany w języku francuskim, który cieszył się dużą popularnością w latach 70. i 80.) zapewnił zespołowi, który nie miał jeszcze na swym koncie wydanego albumu (lecz regularnie koncertował, głównie w prowincji Quebec, zaś w 1975 roku wystąpił także w National Arts Centre w Ottawie) – medialną widoczność w Kanadzie.

Jak można opisać słowami atmosferę, która emanuje z ich muzycznej mocy, ciepła ich gry i głosów, ich technicznej sprawności i energii na scenie?... Najlepiej jest przyjść i usłyszeć ich i dać się ponieść temu wirowi dźwięku: Maelstrom cię zdobędzie!

Mając gotowy materiał, członkowie zespołu Maelstrom poszukiwał kontaktu z odpowiednią wytwórnią płytową. Amerykańska firma A&M Records jako pierwsza wykazała zainteresowanie projektem i po wysłuchaniu taśmy demo, wysłała swego przedstawiciela, który posłuchał grupy na żywo w Montrealu. Stanowisko wytwórni było jednak niekorzystne dla wykonawcy, ponieważ wymagano, ażeby Maelstrom poszedł na daleko idące kompromisy prawne i artystyczne, mające na celu nadanie jego debiutanckiemu albumowi (jak i kolejnym pięciu krążkom w przyszłości – według umowy, która narzucała bezceremonialne ingerencje wytwórni w ich artystyczny i muzyczny kształt) komercyjnego brzmienia, co zniekształciłoby doszczętnie, progresywną esencję muzyki i zniszczyło dotąd wypracowany styl zespołu.
Muzycy odrzucili ofertę A&M, która oferowała bardzo niskie stawki tantiem za wydany album (13 centów, tj. około 12 dolarów kanadyjskich) i kontynuowali dalsze poszukiwania. Zainteresowanie wydaniem materiału wyraziły kolejne dwie wytwórnie, lecz rozmowy te również okazały się bezowocne. Niedługo potem w związku z tym miały miejsce kolejne przetasowania personalne w wyniku których w składzie pojawili się dwaj nowi perkusiśc, a więc Denis Kelly (perkusja), Jacques Gignac (instrumenty perkusyjne) i basista Denis Pacaud. Maelstrom koncertował przez kolejne dwa lata, aż do zakończenia działalności w 1978 roku.

### Rozwój karier muzyków po rozwiązaniu zespołu
Gitarzysta Denis Poliquin w 1986 roku założył Montreal Guitar Academy, ponadto każdego lata uczy gry na gitarze klasycznej w Le Domaine Forget de Charlevoix. Klawiszowiec Jacques Montminy został inżynierem dźwięku, a następnie nauczycielem w tej dziedzinie oraz właścicielem Studia Tram w Quebecu, gdzie nagrano i zmiksowano ponad 400 albumów. Basista Jean Hudon jeszcze przez 2 lata po opuszczeniu zespołu, był muzykiem w Quebecu, zanim zamieszkał w Saguenay, gdzie został pisarzem i tłumaczem oraz był aktywnym promotorem ekologii.
Perkusista Gérard Masse grał w kanadyjskich orkiestrach symfonicznych, które towarzyszyły wielu znanym wykonawcom z Quebecu, jak i innych części Europy podczas tysięcy koncertów oraz występów w programach telewizyjnych. W latach 2003–2006 był także prezesem Guilde des musiciens du Québec (pol. Gildii Muzyków z Quebecu). Perkusjonalista Robert Lépine wraz z trzema innymi muzykami, założył grupę Répercussion z którą zrobił międzynarodową karierę.

### Krótkotrwałe wznowienie działalności zespołu w związku z wydaniem albumu „Maelstrom” (2016)
Album który Maelstrom nagrał w 1976 roku – na czterdzieści lat popadł w zapomnienie i nic nie wskazywało na to, że muzyka zespołu będzie miała szansę kiedykolwiek być usłyszaną przez szeroką publiczność. 17 stycznia 2016 roku André Masse (brat perkusisty Maelstrom oraz w latach 70., począwszy od czasów Way-Out – akustyk zespołu) doprowadził do spotkania po latach, pięciu muzyków Maelstrom, którzy w studiu nagraniowym klawiszowca Jacquesa Montminy'ego, mieli możliwość posłuchania po 40 latach, zdigitalizowanej w grudniu 2015 roku przez Yvesa St-Laurenta, pierwszej wersji albumu.
4 lutego 2016 roku, dzięki rekomendacji Serge'a Bellerose'a, gitarzysta Denis Poliquin miał możliwość zaprezentowania tego materiału z kopii oryginalnej, stereofonicznej taśmy, szefowi wydawnictwa ProgQuébec Stephenowi Takacsy'em, który zauważył jego walory muzyczne oraz wysoką jakość i wyraził zgodę na jego publikację.
W czerwcu 2016 roku, przechowywana od 1976 roku przez klawiszowca zespołu i inżyniera dźwięku Jacquesa Montminy'ego, taśma-matka – została przez niego zremasterowana (według słów basisty Jeana Hudona – przywrócił on muzyce Maelstrom całą finezję i głębię; jaką miała 40 lat wcześniej, podczas pierwszego jej odsłuchania w studiu w Morin Heights) oraz zmiksowana we współpracy z Edem Stasiumem. Album mający za tytuł nazwę zespołu; ukazał się na początku listopada 2016 roku, a nieco wcześniej, 30 października tegoż roku, miał swą oficjalną premierę w Quebecu, gdzie został ciepło, a czasem wręcz entuzjastycznie przyjęty przez publiczność. Od tego czasu krążek spotkał się z wieloma pozytywnymi opiniami słuchaczy z całego świata.
W recenzjach znajdujących się na przeróżnych stronach internetowych (w tym na blogach) dotyczących muzyki progresywnej, bądź albumu Maelstrom – padały stwierdzenia typu: Święty Graal, czy też Święty Graal muzyki progresywnej z Quebecu, a także Dźwiękowy skarb, Jeden z najlepszych albumów, jakie powstały w Quebecu, czy Ten album zdecydowanie błyszczy w kanonie progresywnego rocka Quebecu z lat 70..
Muzycy zespołu udzielili wywiadu na temat płyty i historii zespołu w rozgłośniach: CKRL, dn. 29 października 2016 roku (rozmawiali: Denis Poliquin i Gérard Masse) i CKIA-FM, dn. 13 listopada 2016 r. (rozmawiali: Denis Poliquin i Jean Hudon).

## Dyskografia[3]

### Albumy
- 2016: Maelstrom (CD, ProgQuebec)
- 2018: Maelstrom (LP, Return To Analog)